# Ананских, Игорь Александрович
Игорь Александрович Ананских (род. 6 сентября 1966, Орджоникидзе) — российский политик, депутат Государственной Думы Федерального Собрания Российской Федерации VI созыва, член Комитета Государственной думы по энергетике.
Находится под персональными санкциями всех стран ЕС, Великобритании, США, Канады, Швейцарии, Австралии, Украины, Новой Зеландии.

## Биография
Родился 6 сентября 1966 года в городе Орджоникидзе.
1983 — окончил среднюю школу № 38.
1988 — окончил судомеханический факультет ЛВИМУ (ныне Государственный университет морского и речного флота) имени адмирала С. О. Макарова в Ленинграде; специальность — инженер-судомеханик судовых ядерных энергетических установок.
Работал механиком на судах заграничного плавания.
С 1992 до 2011 жил и работал в Санкт-Петербурге, занимался бизнесом.
1992 — заместитель генерального директора Российского Фонда содействия международным программам ООН.
1995 — заместитель генерального директора объединения «Синие страницы России».
1996 — генеральный директор рекламно-производственной компании «Корпорация РУАН», занимавшейся изготовлением и размещением наружной рекламы, рекламы на транспорте, видеорекламы в супермаркетах; широкоформатной печатью и др.
2005 — организатор футбольного клуба «Руан» (Ленинградская область).
2007 — генеральный директор ОАО «Художественно-Промышленное Объединение», занимавшегося размещением рекламы на рекламно-информационных стендах Санкт-Петербурга, проведением сценических и промомероприятий, комплексным обслуживанием театральных постановок, производством декораций и изготовлением реквизита.
2010 — председатель совета директоров коммерческого банка «Гефест».
2011 — избран депутатом Государственной думы VI созыва от Ленинградской области по списку Либерально-демократической партии России. Начало полномочий 4 декабря 2011 года. Председатель Комитета Государственной думы по физической культуре, спорту и делам молодёжи.
В 2016 был включен в список кандидатов от партии «Справедливая Россия». Возглавил региональную группу № 7 от Республики Карелия, Ленинградской и Мурманской областей. 18 сентября 2016 г. избран депутатом Госдумы РФ VII созыва. Член партийной фракции. Занимал должность первого заместителя председателя думского комитета по энергетике.
С 30 сентября 2020 г. — заместитель председателя Государственной думы VII созыва. Сменил на этом посту Ольгу Епифанову, которая перешла в Совет Федерации РФ.

### Недвижимость в США
В июне 2013 года Росбизнесконсалтинг, Коммерсантъ, Forbes сообщили о том, что сотрудник «Фонда борьбы с коррупцией» Георгий Албуров обнаружил у депутата Ананских восемь незадекларированных квартир в Майами, США, в элитном жилом комплексе Harbour House на берегу океана общей стоимостью 6,5 миллионов долларов.
- 7 августа 2007 года покупает первые апартаменты в элитном жилом комплексе Harbour House в Майами стоимостью 488 900 $.[8]
- 20 ноября 2007 года покупает вторые апартаменты в жилом комплексе Harbour House в Майами стоимостью 330 900 $.[9]
- 3 марта 2008 года покупает на SUN OBH LLC за 710 000 $ третью квартиру в Майами.
- 7 марта 2008 года покупает на SKY OBH LLC за 845 000 $ четвертую квартиру в Майами.
- 8 марта 2008 года покупает за 650 000 $ компанию UNIT #1112 REGENT BAL HARBOUR LLC вместе с апартаментами по этому же адресу (компания создана специально для владения одним объектом недвижимости).
- 21 апреля 2008 года покупает на STAR OBH LLC за 1 250 000 $ шестую квартиру в Майами.
- 6 мая 2008 года покупает две фирмы Unit #1113 Regent Bal Harbour LLC и UNIT #714 REGENT BAL HARBOUR LLC, вместе с которыми идут апартаменты #1113 стоимостью 1 107 500 $ и #714 стоимостью 1 040 000 $ соответственно[4].

В декларациях о доходах Ананских И. А. за 2010—2012 гг. данная недвижимость не указана. По данным Албурова, квартиры были приобретены в 2007—2008 годах, а затем, в 2012 году были проданы по {100 долларов за квартиру (по представленным в блоге документам 10.00 $ и дополнительная сумма, размер которой не раскрывается, см. Peppercorn) компании WESTQUALITY INC, зарегистрированной в оффшорной зоне на Британских Виргинских островах.
Депутат подтвердил факт владения квартирами, пояснив, что продал все свои квартиры в США ещё в 2011 году и не имеет отношения к фирмам, которым они принадлежат сейчас.
Албуров указал, что квартиры проданы в 2 этапа — 6 квартир 1 июня 2012 и 2 квартиры 7 декабря 2012. Таким образом, по мнению блогера, Ананских скрыл владение недвижимостью в США в своей предвыборной декларации и декларации за 2011 год. Кроме того, 6 из 8 квартир были оформлены на юридические лица, единственным учредителем и управляющим которых был Ананских, прекративший свои полномочия лишь 6 марта 2013 года. Таким образом, будучи депутатом, он занимался также предпринимательской деятельностью, что запрещено. Кроме того, Албуров отмечает, что в декларации о доходах Ананских за 2012 год указан общий доход около 2 млн руб., что намного меньше стоимости «проданных» квартир.
25 марта 2014 года Албуров сообщил что Ананских продолжает владеть недвижимостью в США через подставные фирмы.
Сам Ананских заявил, что не нарушил никаких законов как депутат, но не будет комментировать детали сделки по этим квартирам, сославшись на то, что это коммерческая тайна. Комиссия Госдумы РФ по контролю достоверности сведений о доходах депутатов в марте 2013 года отказалась проводить проверку в отношении Ананских.

## Взгляды
Отрицает глобальное потепление (его антропогенный характер).
В 2023 году петербургский научный журнал «Юридическая наука: история и современность» выпустил статью «Российская семья как основа отечественной государственности», соавтором которой выступил Игорь Ананских. В статье, среди прочего, выдвинуты тезисы о «геноциде русских», «зверолюдях», феминистках, поклоняющихся демонице Лилит, телегонии, «выходце из русского племени, известном как пророк Мухаммед», «тайных структурах, которые ведут борьбу за передачу власти на планете Земля представителям рептоидной космической цивилизации», для чего «им надо уничтожить русское население России» и тому подобном. После того, как статья получила резонанс в СМИ, заявил, что был включен в состав её авторов по ошибке. Однако позже выяснилось, что Ананских числится соавтором еще одной статьи в том же журнале, также выдвигающей ряд лженаучных заявлений.

## Санкции
Из-за поддержки российской агрессии и нарушения территориальной целостности Украины во время российско-украинской войны находится под персональными международными санкциями разных стран.
23 февраля 2022 года внесён в санкционные списки стран Евросоюза за действия и политику, которые подрывают территориальную целостность, суверенитет и независимость Украины и еще больше дестабилизируют Украину.
24 февраля 2022 года включён в санкционный список Канады «близких соратников режима» за голосование о признании независимости «так называемых республик в Донецке и Луганске».
24 марта 2022 года, на фоне вторжения России на Украину, включён в санкционный список США за «соучастие в войне Путина» и «поддержку усилий Кремля по вторжению в Украину», Госдеп США заявил что депутаты Госдумы используют свои полномочия для преследования инакомыслящих и политических оппонентов, нарушают свободу информации, ограничивают права человека и основные свободы граждан России.
На аналогичных основаниях с 15 марта 2022 года находится под санкциями Великобритании. С 25 февраля 2022 года находится под санкциями Швейцарии, а с 26 февраля 2022 года — Австралии. Указом президента Украины Владимира Зеленского от 7 сентября 2022 года находится под санкциями Украины. С 12 октября 2022 года находится под санкциями Новой Зеландии.

## Награды
- Медаль ордена «За заслуги перед Отечеством» II степени (5 апреля 2017) — за большой вклад в развитие российского парламентаризма и активную законотворческую деятельность[37]
- Почётная грамота правительства Российской Федерации (2 декабря 2013) — за многолетнюю плодотворную законотворческую деятельность и развитие законодательства Российской Федерации[38]

## Личная жизнь
Родители — Галина Борисовна, госслужащая; Александр Васильевич, строитель. Брат — Вячеслав, предприниматель. Есть двое детей.